# Onthophagus lassulus
Onthophagus lassulus là một loài bọ cánh cứng trong họ Bọ hung (Scarabaeidae).